# Solana (Automobilhersteller)

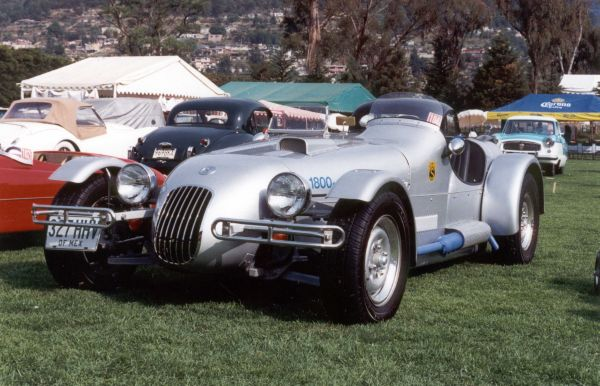
Sportwagen von Solana

Solana war ein mexikanischer Hersteller von Automobilen.

## Unternehmensgeschichte
Das Unternehmen hatte seinen Sitz in Mexiko-Stadt und wurde von der Familia Solana geleitet.
Solana stellte über Jahrzehnte Automobile her. Der Markenname lautete Solana. Das Logo von Solana besteht aus einem eingekreisten "S" mit einem quadratischen Segment oben, das den Namen "Solana" enthält. Es ist in den Farben Schwarz und Gold gehalten.
Die Produktion lief je nach Quelle von 1935 bis 2002, von 1936 bis mindestens 2003 oder von 1954 bis 1998. Für die Zeit bis 2003 sind 42 Fahrzeuge überliefert. Außerdem entstanden Kinderautos.

## Fahrzeuge
Im Angebot standen Sportwagen. Das Modell Sport von 1998 war ein offener Zweisitzer mit einer Karosserie aus Aluminium. Ein Motor von Nissan mit 1800 cm³ Hubraum trieb die Fahrzeuge an.